# Christian Gottlob Fritzsche
Christian Gottlob Fritzsche (* 20. Januar 1819 in Wickershain; † nach 1885) war ein deutscher Lehrer und Autor.

## Leben und Wirken
Nach dem Schulbesuch und einer pädagogisch-theologischen Ausbildung wurde Fritzsche 1835 Vikar in Carsdorf. 1836 wechselte er als Hilfslehrer nach Bräunsdorf und 1838 als solcher in die Stadt Strehla. 1840 erfolgte seine Anstellung als zweiter Lehrer in Pausitz. 1857 wurde Fritzsche Lehrer in Unterweißig. Ab 1861 war er erster Lehrer in Potschappel. In dieser Zeit entstand die Publikation Conferenzlieder für christliche Lehrer, die ihm 1875 zur Aufnahme in das Sächsische Schriftstellerlexikon verhalf. Später wurde er Oberlehrer in Potschappel. Sein Lied Das Vaterland wurde von Friedrich Gartz für Männerchor herausgegeben.
Fritzsche gehörte seit November 1874 den Freimaurern an und war Mitglied der Dresdner Loge zu den drei Schwertern. Ferner war er über 20 Jahre Kassierer des Krankenunterstützungsvereins sächsischer Lehrer.

## Publikationen (Auswahl)
- Conferenzlieder für christliche Lehrer. Potschappel, 1862.
- Maurer-Liebe u. Maurer-Freundschaft. In: Am Reissbrete, 1885 (mehrere Folgen).
- Toast auf die Besuchenden. In: Die Bauhütte, Bd. 19, S. 237.